# Pitcairnia platypetala
Pitcairnia platypetala är en gräsväxtart som beskrevs av Carl Christian Mez. Pitcairnia platypetala ingår i släktet Pitcairnia och familjen Bromeliaceae. Inga underarter finns listade i Catalogue of Life.